# Castello Estense

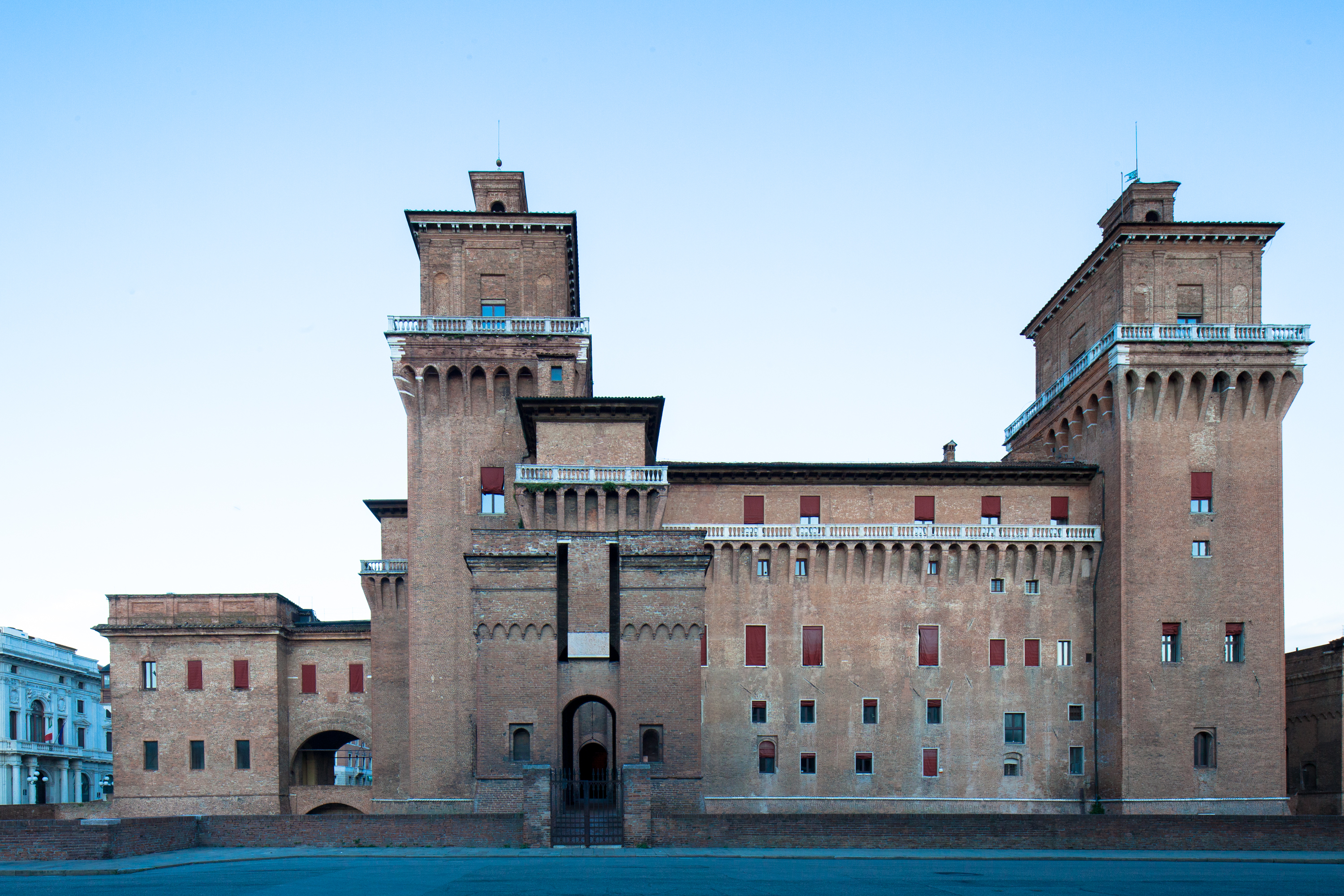
Castello Estense in Ferrara

Das Castello Estense, auch Castello di San Michele, ist ein Schloss der Este in Ferrara. Im 14. und 15. Jahrhundert, als Ferrara unter den Este seine glanzvolle Blüte erlebte, diente das Castello den Herzögen als Residenz. Hier befand sich auch die reiche Kunstsammlung der Familie. Nachdem die Este ihren Stammsitz gegen Ende des 16. Jahrhunderts nach Modena verlegt hatten, verlor das Castello an Bedeutung. Nach der Vereinigung Italiens wurde es von der Provinz gekauft. Heute ist es Sitz der Provinzverwaltung. Beim schweren Erdbeben in der Emilia-Romagna im Mai 2012 erlitt das als Teil der Altstadt von Ferrara zum UNESCO-Weltkulturerbe zählende Gebäude schwere Zerstörungen.

## Die Familie d’Este

Wappen der Este, 1471

Die Familie d’Este ist nach der gleichnamigen Stadt in Venetien benannt. Die ersten Informationen über die Familie stammen aus dem 9. Jh., als Markgraf Azzo VI. nach Ferrara kam, um die inneren Zwistigkeiten zwischen Welfen und Ghibellinen zu unterdrücken und die Kontrolle über die Stadt zu übernehmen.
1264 wurde Obizzo II., noch Kind, zum Herrscher der Stadt ausgerufen, in den folgenden Jahren bekam er denselben Rang in Modena und Reggio. Es folgten lange Jahre schwieriger Streitigkeiten, aber am Ende des 13. Jh. war die Macht der Este endgültig gefestigt.
So begann die lange Geschichte, die die Stadt Ferrara zu einem der wichtigsten kulturellen und politischen Zentren in Europa machte. Niccolò III. verschaffte seiner Familie internationalen Ruhm, unter ihm fand hier 1438 das Ökumenische Konzil statt. Leonello, Schüler von Guarino da Verona, umgab sich mit Künstlern und Gelehrten; sein Nachfolger Borso erhielt vom Kaiser (Friedrich III.) und vom Papst (Paul II.) den Rang eines Herzogs. Ercole I. war einer der wichtigsten Mäzene Europas: er förderte die Musik und rief die berühmtesten Musiker der Epoche nach Ferrara; er förderte Theater und bildende Künste. Durch seinen Hofarchitekten Biagio Rossetti ließ er die Stadt nach Norden erweitern. Seine Ehefrau, Eleonora von Aragón, verwaltete die Stadt mit außerordentlichem Geschick. Auch Alfonso I. förderte die Kunst. Seine zweite Ehefrau, Lucrezia Borgia, wurde in Ferrara als ehrbare Frau geachtet. Ercole II., verheiratet mit Renée aus Frankreich, hatte die Probleme der Reformation in seinem Herzogtum zu bewältigen. Alfonso II. verwaltete das Herzogtum mit weniger Glück und verlor es schließlich; trotzdem blühten unter ihm Kunst und Wissenschaft, vor allem dank der Frauen der Este: die Schwestern des Herzogs, Eleonora und Lucrezia, und seine dritte Ehefrau, Margherita Gonzaga.
Frauen der Este

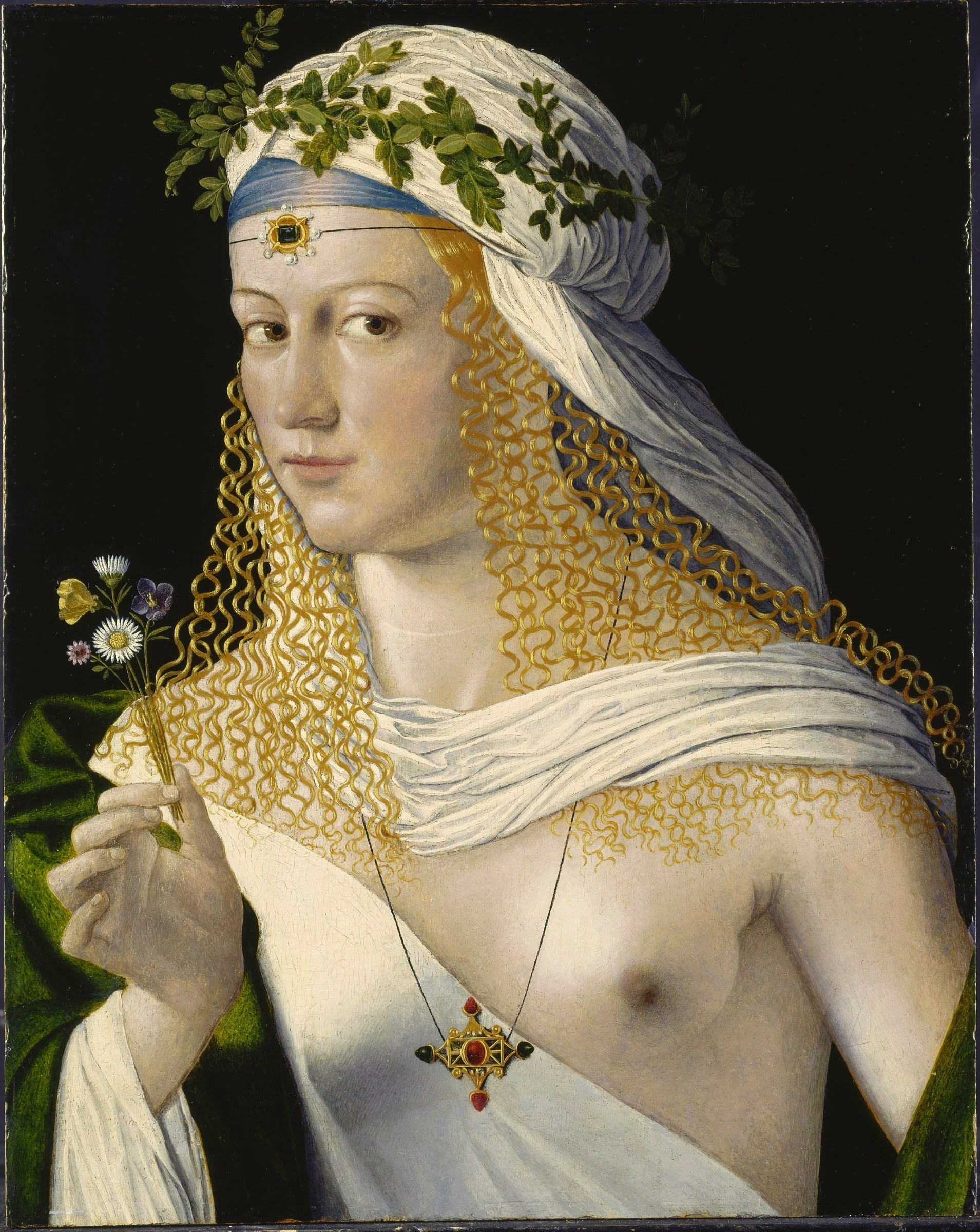
Lucrezia Borgia
Isabella d’Este
Eleonora Gonzaga

Nachdem Herzog Alfonso II. d’Este ohne rechtmäßigen Erben verstorben war, verhinderte Papst Clemens VIII. eine Nachfolge durch den Prätendenten Cesare. Cesare verließ Ferrara und verlegt seinen Sitz nach Modena.

## Schloss der Este
Im Jahr 1385 kam es in Ferrara zu einer Revolte wegen der drückenden Steuerlasten, die mit der Ermordung des Finanzministers und Richters Tommaso da Tortona endete. Dieser Vorfall veranlasste den Markgrafen Niccolò II. d’Este, eine Verteidigungsanlage für sich und seine Familie errichten zu lassen. So entstand das Castello di San Michele, eine Festung gegen das Volk.
Niccolò II. beauftragte den Architekten Bartolino da Novara mit dem Projekt. Er baute das Kastell auf der Höhe der heutigen Corso Giovecca und Viale Cavour an einem Turm, der als sogenannter Löwenturm bereits Teil einer früheren, im Norden der Stadt bestehenden Festung war. Man baute drei weitere Türme, die mit dem ersten durch imposante zweistöckige Gebäudeteile verbunden wurden. Ein noch heute sichtbarer überbauter Gang verband die Festungsanlage mit dem Palazzo des Markgrafen.
Die Jahrhunderte vergingen und die Gefahr von Aufständen ließ nach. Im Laufe der Zeit wurde das Kastell zu einer Residenz des herzoglichen Hofes ausgebaut. Es wurde vergrößert und innen und außen verschönert. Unter Herzog Ercole II. bekam das Kastell sein heutiges Aussehen, nachdem es 1544 durch einen Brand beschädigt worden war. Der Umbau wurde von Girolamo da Carpi ausgeführt.
Nachdem die Este das Kastell aufgegeben hatten, diente es als Residenz der Kardinallegate, die die Stadt und die Umgebung verwalteten. Aus jener Epoche stammen nur einige Renovierungen wie beispielsweise die Erhöhung des nördlichen Eingangs, in dessen Räumen derzeit ein Café besteht.

## Architektur
Das Kastell hat im Wesentlichen die Struktur der zweiten Hälfte des 16. Jh. behalten.

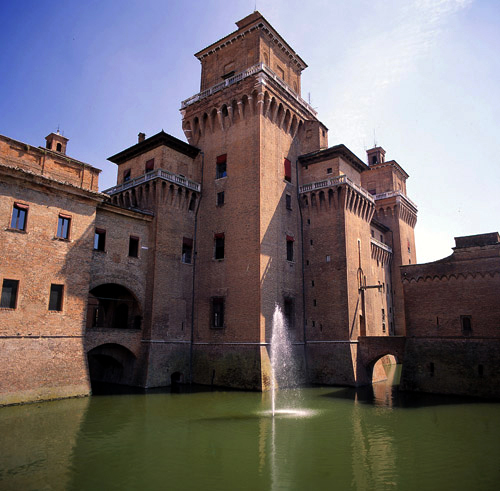
Wassergraben des Castells

Es ist von einem Wassergraben umgeben und drei Vorschanzen schützen die Eingänge mit Zugbrücken. Der vierte Eingang vom Osten wurde zerstört, um die Küchen bauen zu können.
Unten erhielt der Umbau die ursprüngliche Struktur der mittelalterlichen Festung, oben ersetzte dagegen Girolamo da Carpi die Zinnen durch elegantere weißen Marmorbalkone, außerdem erhöhte er das Gebäude um ein weiteres Stockwerk mit einem Satteldach. Die Türme wurden durch Altane verschönert.
Der Innenhof war einst vollständig bemalt, oben waren insbesondere die Porträts von Mitgliedern der Familie Este zu sehen: vier erhaltene, aber kaum mehr sichtbare Porträts befinden sich unter der Loggia.
Die Brunnen im Innenhof sammeln das Regenwasser. Die Rundsterne an den Ecken waren Munition für Katapulte.

## Innenräume

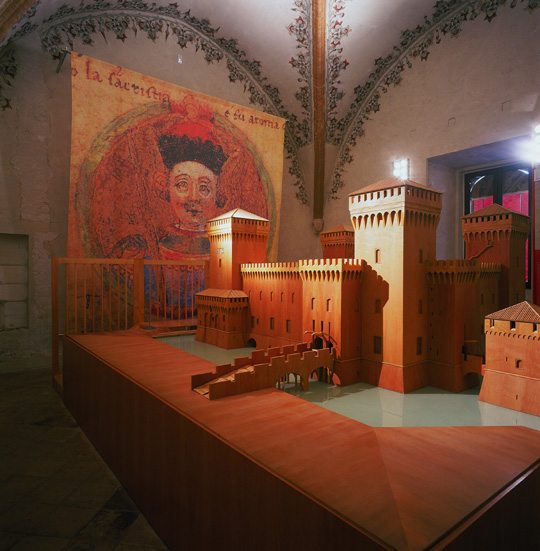

### Erdgeschoss
Der Rundgang beginnt im Erdgeschoss, vier Räume sind mit Gewölben überdeckt. Im ersten Saal sind an den Wänden Spuren einer Blumendekoration erhalten. Das Abbild von Niccolo II., dem Auftraggeber des Kastells, hängt an der Wand gegenüber dem Eingang. Mittig zeigt ein Holzmodell die ursprüngliche Aussehen dieser Festung.
In den drei folgenden Sälen stellen zahlreiche Illustrationen und Texttafeln den Besuchern einen Überblick über das Leben am Hofe dar. An den Wänden hängen Porträts von Niccolò III., Leonello und von Borso, dem ersten Herzog der Dynastie.
- Küchen

Der ursprüngliche Eingang zum Kastell vom Osten wurde vergrößert, um die herzoglichen Küchen zu beherbergen. Im ersten langen und engen Raum sind noch zwei Schießscharten sichtbar, die für die alte militärische Funktion des Baus sprechen. Im zweiten und hellsten Raum baute man einen großen Herd. An einer Wand hängt das Porträt von Cristoforo da Messisbugo, einem Mundschenk der Este.
- Wulstsaal

Der Saal erhielt seine Bezeichnung durch den auffallenden steinernen Schmuck unten an der Nordwand. Es handelt sich um den Wulst der Außenwand des Löwenturms, an den das Kastell angebaut wurde. Dieser Raum diente wahrscheinlich als Wachraum.
- Verliese

Durch einen engen Korridor und eine niedrige Tür erreicht man ein Verlies.
Auf den Wänden haben im 16. Jh. Gefangene einige Schriftzüge und eine runde, schachbrettartige Zeichnung hinterlassen, in deren Feldern unter anderem die Botschaft eines unglücklichen, seiner Freiheit beraubten Marco zu lesen ist: “Io sono il sfortunato Marco […] privo de la libertà”.
Hier wurde lange Zeit Giulio d’Este eingesperrt, weil er eine Verschwörung gegen seinen Bruder, den Herzog Alfonso I., angezettelt hatte.
Der Kardinal Ippolito grollte seinem Bruder Giulio. Die beiden liebten dasselbe Edelfräulein, Angela Borgia, eine Kusine der Herzogin Lucrezia Borgia. Diese hatte aber eine Vorliebe für Giulio und behauptete eines Tages öffentlich, dass schon die Augen von Giulio mehr wert waren als die ganze Gestalt des Kardinals. Dieser beauftragte seine Diener, Giulio zu töten und ihm die Augen herauszuziehen. Die Anordnung wurde nie ausgeführt, aber Giulio wurde so blutig geschlagen, dass er ein Auge verlor. Er begann daraufhin den Tod seines Bruders mit Hilfe von Ferrante anzuzetteln, einem dritten Bruder, der den Herzog Alfonso ausschalten wollte, um an seine Stelle zu treten. Die Verschwörung wurde leicht entdeckt: Giulio und Ferrante wurden sofort hier eingesperrt. Ferrante starb 1506 in diesem Verlies, Giulio lebte hier bis 1559, als er als Einundachtzigjähriger befreit wurde.

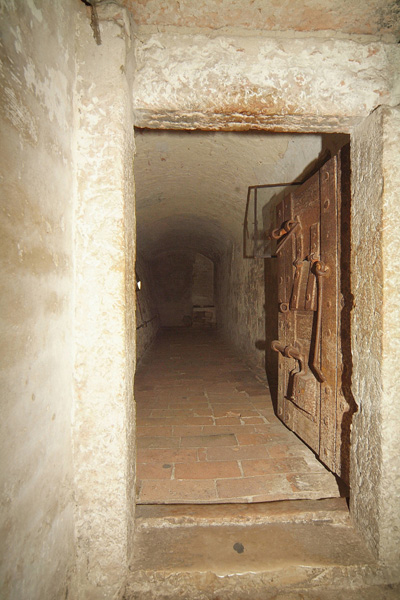
Tür zum Verlies der Parisina

Ein paar Meter tiefer liegen die Verliese von Ugo (rechts) und Parisina (links), zweier junger Menschen, die sich unglücklich ineinander verliebten und so zu Protagonisten einer der dramatischsten Ereignisse in der Geschichte des Hauses Este wurden.
Parisina Malatesta war die zweite Frau des Markgrafen Niccolò III., der ausschweifend lebte und wesentlich älter war als sie. Nach sieben, alles in allem ruhigen Ehejahren, geschah es, dass sich Parisina in Ugo verliebte, einen Stiefsohn des Markgrafen, den dieser aus dem Verhältnis mit der angebeteten Stella de’ Tolomei hatte. Die beiden jungen Leute wurden ertappt, rasch verurteilt und 1425 nach kurzer, aber qualvoller Inhaftierung in den Verliesen des Schlosses geköpft. Parisina war 20 und Ugo 19 Jahre alt.
Über die sogenannte Kanonenrampe, über die einst Kanonen befördert wurden, gelangt man in das Obergeschoss, den Wohnbereich der herzoglichen Familie.

### Das piano nobile
- Loggia der Herzoginnen

Über eine kleine, moderne Treppe gelangt man in einen hellen Raum, in dem noch Spuren des ursprünglichen Schmucks erhalten sind. Texttafeln erzählen die Geschichte der Herzoginnen und ihrer Männer.
- Die Loggia und der Orangengarten

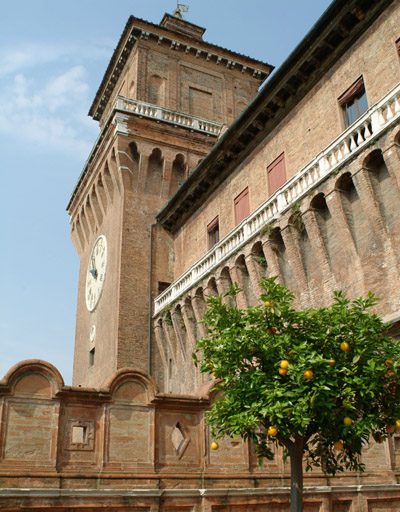

Die von Mauern umgebene Dachterrasse, die als Orangengarten bezeichnet wird, war für die Herzoginnen und ihren engsten Hofstaat bestimmt, die von hier einen herrlichen Blick auf das Stadtzentrum hatten. Auf der Terrasse stehen heute wie damals große Töpfe mit Orangenpflanzen, die früher von weiteren Topfpflanzen Art umgeben waren. Die Loggia diente in der warmen Jahreszeit als schattiger Platz für die adeligen Gäste und im Winter als Treibhaus für die Pflanzen.
- Bacchanalszimmerchen

Dieses Durchgangszimmer war ursprünglich vollständig ausgemalt. Auf der rechten Wand ist ein dreiteiliges Fresko mit Szenen aus dem Leben des Bacchus erhalten. Es zeigt den Triumph der Ariadne, die  Weinleseund den Triumph des Bacchus.
- Die herzogliche Kapelle

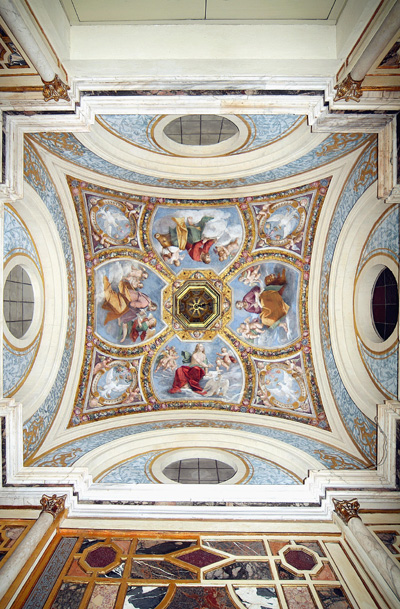
Fresken in der Kapelle

Nach der Tradition soll die Herzogin Renate von Frankreich die eleganten geometrischen Marmordekorationen an den Wänden in Auftrag gegeben haben. Sie war eine Anhängerin des Calvinismus, der keine figürlichen Darstellungen zuließ. Diese Hypothese ist auf den ersten Blick einleuchtend, wird jedoch durch die Deckenfresken widerlegt, die die vier Evangelisten und den weißen Adler des Hauses Este darstellen.
- Saal der Morgenröte

Der heute Sala dell’Aurora genannte Saal, ehemals Privatraum Ercoles II., wurde im 15. Jahrhundert Spiegelsaal genannt. Er wurde damit zum Namensgeber der gesamten Repräsentationsräume Alfonso II.

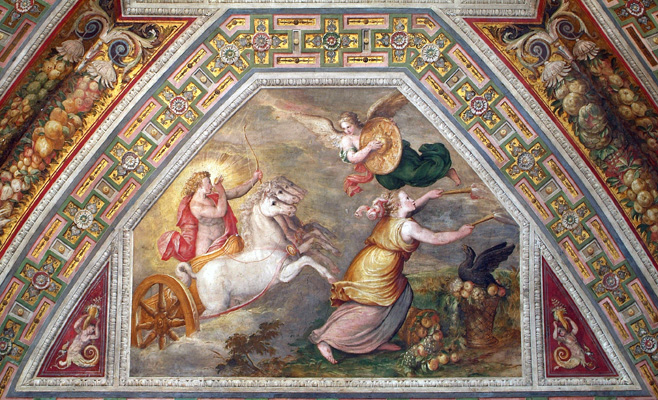
Sala dell’Aurora, Allegorie des Morgens

Das Bildprogramm des Deckenfreskos ist eine Allegorie des menschlichen Lebens, verbildlicht durch den schnellen Fluss der Zeit und durch den Ablauf der Stunden im Laufe eines Tages. Das Gewölbe ist in Sektoren untergliedert, die jeweils mit Fruchtgirlanden und einem geometrisch gegliederten Ornamentstreifen gerahmt sind. Dargestellt werden in vier Feldern die vier Tageszeiten, die sich um das zentrale Bild gruppieren, eine Allegorie der Zeit.
Der Morgen wird symbolisiert durch die geflügelte Göttin Aurora, die die Pferde des Sonnenwagens an den Zügeln führt. Es schließt sich der Tag an, dargestellt durch die Fahrt des glänzenden Sonnenwagens, dem Aurora mit zwei Fackeln in der Hand vorauseilt. Am Abend bzw. bei Sonnenuntergang wendet sich der Sonnenwagen dem Horizont zu. In der Nacht erreicht Diana, die eine Mondscheibe auf der Stirn trägt, ihren Geliebten Endymion. Vervollständigt wird der Zyklus von einem Bild in der Mitte des Gewölbes mit Saturn, dem Gott der Zeit, und den drei Parzen.
Ludovico Settevecchi werden Der Tag und Der Abend zugeschrieben, Bastianino Die Zeit, Die Nacht und Der Morgen. Leonardo da Brescia, ein weiterer am damaligen Hof der Este tätigen Künstler, wird die Ausstattung des Hauptgesims mit einem allegorischer Triumphzug und dem verspielten Gefolge von Putten zugeschrieben, sowie die Festons und die geometrischen Ornamentbänder. Zu Zeiten der Este war der Raum mit Wandteppichen bedeckt, durch die der Raum erst seine repräsentativ-theatralische Wirkung voll entfaltete.
- Saletta dei Giochi

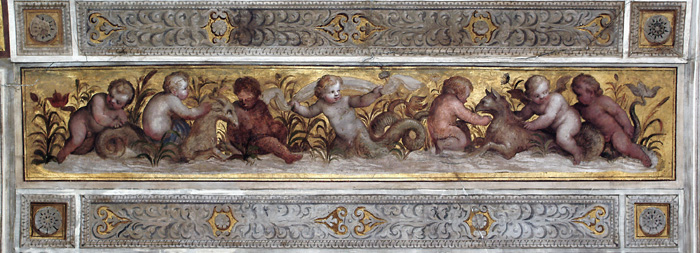
Fries in der Saletta dei Giochi

Die Decke dieses kleinen Spielsaals ist in der Mitte mit dem Reigen der Vier Jahreszeiten und ringsum mit Abbildungen von „Spielen“ aus dem alten Rom dekoriert; über der inneren Längswand ein Bacchanal; dem gegenüber ein Boxkampf, bei dem die beiden Kontrahenten die Hände mit sogenannten „cesti“, d. h. mit Korbgeflecht verbunden hatten. Über den beiden kurzen Wänden sind Gladiatorenkämpfe zu sehen, im unteren Bereich Spiele der Kindheit im Stil des alten Roms.
- Löwenturm

Von dem kleinen Spielsaal steigt man auf den Löwenturm, von wo man ein herzliches Panorama der Stadt bewundern, und die wichtigsten Sehenswürdigkeiten Ferraras erkennen kann.
- Saletta dei Veleni (Saal der Gifte)

Es scheint, dass in diesem kleinen Saal einmal der Pharmakologe des Hofes Arzneien herstellte, oder, wie andere sagen, auch Gift, mit dem die politischen Feinde ausgeschaltet werden sollten. Die Dekorationen stammen aus dem 20. Jh. und stellen die italienische Nation dar, die von den Symbolen der Eroberungen der faschistischen Zeit umgeben ist.
- Salone dei Giochi (Spielsaal)

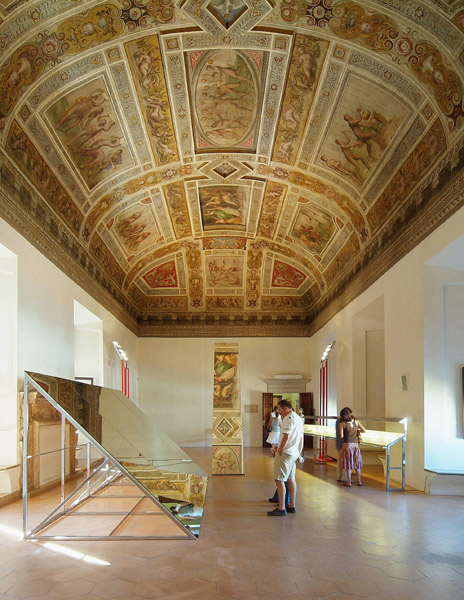

Dieser große Raum war für abendliche Unterhaltung wie Konzerte und Spiele bestimmt. Die Decke ist in elf Abschnitte unterteilt, in denen ganz nach dem Geschmack des Herzogs Alfonso II. jeweils eine sportliche Disziplin dargestellt ist. Die Fresken sind von unterschiedlicher Qualität: die wertvolleren zum Innenhof hin stammen von Bastianino und stellen von links nach rechts freies Ringen, Steinwerfen und griechisch-römisches Ringen dar. Von Bastianino ist auch das Schwimmen über einer der kürzeren Wände neben dem griechisch-römischen Ringen.
Über eine Marmortreppe erreicht man den Gebäudeteil über dem Nordeingang, in dem der Bookshop und das Café eingerichtet sind. Von hier hat man einen wunderbaren Blick auf die wichtigsten Straßen, die am Fuße des Schlosses zusammentreffen.
- Zimmer des Turms von Sankt Katharina

Dieses Zimmer war einst das erste Zimmer der Wohnung von Ercole II., als „Appartamento della Pazienza“ (Geduldswohnung) bekannt. Die Zimmerdecke wurde im Laufe des 19. Jh. im Renaissancestil bemalt; man kann das Tierzeichen erkennen: Bemerkenswert ist die Reproduktion eines Andrea Bolzoni zugeschriebenen Stadtplanes von Ferrara aus dem 18. Jh.
- Vorzimmer der Galerie

Einst lag es vor einer langen Galerie, die Ercole II. nach dem Beispiel der Galerien in den Residenzen der Souveräne jener Epoche bauen ließ. Die Decke im Renaissancestil zeigt einige Wappen der Este. Im alten Druck der Stadt sind der Po, die Kathedrale, die Hofresidenz und im Hintergrund die Türme des Kastells sichtbar. Man kann auch die mittelalterlichen Stadtmauern erkennen. Oben bemerkt man aber weitere Stadtmauern, die die Neustadt umgeben. Das Bild stellt Ferrara am Ende des 15. Jh. dar, als der Architekt Biagio Rossetti im Auftrag von Herzog Ercole I. die sogenannte Addizione Erculea, d. H. die Vergrößerung der Stadt nach Norden, geplant hatte: man hatte schon die neue Stadtmauer gebaut und sollte die alte zerstören.
- Saal von Hektor und Andromache

Die Galerie von Ercole II. wurde verkürzt, um diesen Raum zu bauen. Im 19. Jh. ließ Kardinal Tommaso Benetti die Decke mit einer Szene aus der Ilias des Homer ausstatten: Hektor nimmt Abschied von Andromache und seinem Sohn. (Iliade, VI).
Die große Tafel stellt die Gebiete der Este dar: Ferrara in der Mitte, Modena und Reggio links.
- Saal der Galerie

Leider hat dieser weite Raum seine ursprüngliche Dekoration mit Ansichten der Städte des Herzogtums vollständig verloren. Die Tafeln stellen die Umgebung von Ferrara und die so genannten „Delizie“ dar, eine Art von Lustschloss. An der Zimmerdecke hängt eine große Tafel, die das Gebiet um Ferrara in der napoleonischen Epoche darstellt.
- Saal der Trockenlegung

Dieser Saal ist der Trockenlegung der Gebiete um Ferrara im Laufe der Jahrhunderte gewidmet.
- Saal des Turms von Sankt Paul

Eleganter Raum mit klassizistischen Grotesken, Medaillons und Gottheiten.
- Vorzimmer

In diesem kleinen Raum warteten diejenigen, die den Herzog um eine Audienz gebeten hatten. Die Gewölbedecke ist prächtig bemalt. Der Fußboden stammt aus der Epoche der Este.
- Regierungssaal

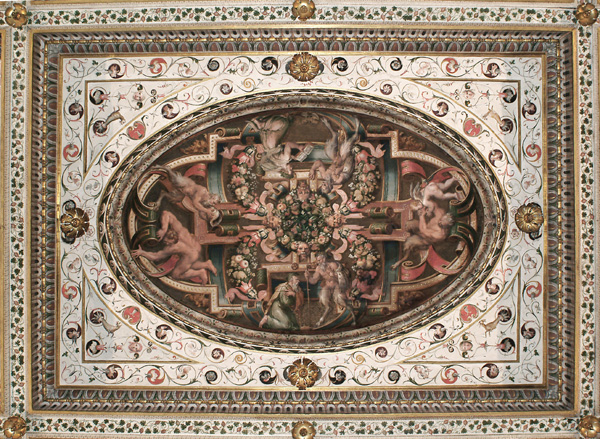

Der Raum wurde von Ercole II. (1534–1559) in Auftrag gegeben und diente dazu, Regierungsgeschäfte zu erledigen. Er weist noch eine wunderschön bemalte, teils vergoldete Kassettendecke auf, die als eine der schönsten ihrer Art in Italien gilt. In den Kassetten sind verschiedene mythologische Darstellungen zu erkennen: der Zyklus insgesamt ist als Verherrlichung des Fürsten und seiner guten Regierung zu interpretieren.
- Abtretungssaal

Die Deckendekoration aus dem 19. Jahrhundert stellt die Abtretung der Stadt Ferrara im Jahr 1598 dar, d. h. die Rückgabe der Stadt von der Familie der Este an den Kirchenstaat. Die vier Abbildungen sind ausgehend von der Wand zur Verwaltungssaal im Uhrzeigersinn zu betrachten: auf dem ersten Bild spricht Lucrezia d’Este, Abgesandte des Herzogs von Ferrara, mit dem Kardinal Pietro Aldobrandini, einem Neffen des Papstes. Auf dem zweiten Bild verlässt der Herzog Cesare d’Este mit einigen Würdenträgern zu Pferd die verloren gegebene Stadt und begibt sich nach Modena, die neue Hauptstadt seines Staates. Die dritte Abbildung zeigt den Kardinal Aldobrandini bei seiner Ankunft einen Tag nach der Abreise des Herzogs. Im letzten Abschnitt sieht man eine der vielen Feierlichkeiten zu Ehren des Papstes Klemens VIII., der gekommen war, um durch seinen Besuch die Rücknahme der Stadt zu besiegeln: im Schlossgraben rudern einige Frauen aus Comacchio in charakteristischen Lagunenbooten, die „Batane“ genannt werden, um die Wette.
- Saal der Landschaftsbilder

Dieser Saal ist nach einer Reihe wertvoller Landschaftsbilder benannt, die im 18. Jh. von einem unbekannten Maler (vielleicht Giuseppe Zola) geschaffen wurden.
- Saal der Landkarten

An den Wänden sieht man Landkarten der Provinz Ferrara, die in den Jahren 1709–1710 gemalt wurden. Auffallend ist die enorme Ausdehnung der Wasserflächen und Sümpfe, die heute durch das großangelegte Werk der Urbarmachung des 20. Jh. weitgehend verschwunden sind.
- Der Blaue Saal

Der Saal weist eine schöne Decke mit Deckenrosen und Girlanden aus dem 19. Jh. auf.
- Saal der Wappen

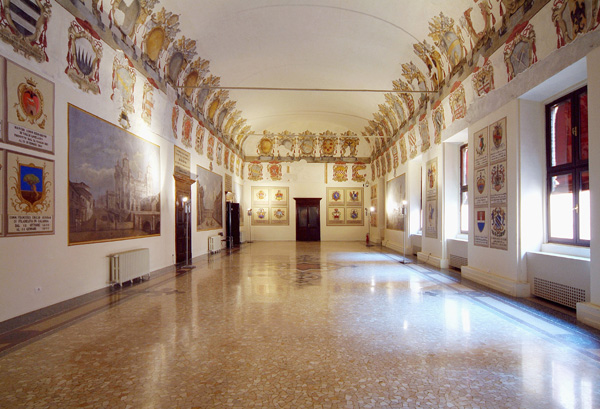

In diesem Saal befinden sich Dekorationen aus zwei verschiedenen Phasen Ferraras unter dem Kirchenstaat. Die ältere der beiden Dekorationen besteht aus einer langen Reihe von Schildern mit Tiara und Petrus-Schlüsseln: in einem Teil davon sind die Wappen der Päpste von Clemens VIII. (1592–1605) bis Pius VI. (1775–1799) zu erkennen; die übrigen Schildern sind leer. Darunter befand sich eine Dekoration mit Wappen der Kardinäle, die als päpstliche Legaten die Stadt regierten und im Schloss residierten: einige dieser Wappen sind noch oben auf den Wänden auszumachen. Im unteren Bereich hingegen dominiert eine Dekoration, die anlässlich des Besuchs von Papst Pius IX. 1857 realisiert wurde und die vorherigen Malereien vollständig verdeckte. Es handelt sich auch hier um Wappen, sowie um Ansichten von Orten des damaligen Legationsgebietes von Ferrara: die Stadt Ferrara (das Schloss), Comacchio (die Trepponti), Cento (die Piazza), Lugo di Romagna (die Arkaden), die Abtei Pomposa sowie Bagnacavallo.
Eine spiralförmige Treppe führt wieder zum Innenhof.

## Bibliographie
- Luciano Chiappini, Gli Estensi : Mille anni di storia, Corbo, Ferrara 2001.
- Riccardo Rimondi, Estensi. Storia e leggende, personaggi e luoghi di una dinastia millenaria, Ferrara 2004
- Marco Borella (a cura di), I Camerini del Principe, Edizioni Le Immagini, Ferrara 2006.
- Jadranka Bentini, Marco Borella (a cura di), Il Castello Estense, BetaGamma Editrice, Viterbo 2002.
- AA.VV., I Racconti del Castello, EDSAI, Ferrara 2006.